# Sønderagerskolen
Sønderagerskolen er en folkeskole i Herning. Skolen har ca. 430 elever fordelt på 15 klasser (7. til 10. klassetrin) og 20 centerklasser. Skolen er særlig i den forstand at byrådet valgte i 2011 at flytte alle på 0. til 9. klassetrin over på den nærliggende Brændgårdskolen. Herefter skulle skolen indeholde de elever der ønskede en særlig idræts-linje, centerklasser og ungdomsskole. Samtidig skiftede skolen navn fra Sønderagerskolen til Skolen på Sønderager. 
Skolens leder er Karl Peder Kjeldsen